# 革苞风毛菊
革苞风毛菊（学名：Saussurea coriacea）是菊科风毛菊属的植物，是中国的特有植物。分布在中国大陆的西藏等地，生长于海拔3,800米的地区，一般生长在阶地，目前尚未由人工引种栽培。